# Dansk Automationsselskab
Dansk Automationsselskab (forkortet: DAU) er en selvstændig forening under DI - Dansk Industri. Foreningens formål er at fremme vilkårene for automation i Danmark. DAU understøtter erfaringsudveksling om teknologiudvikling og forretningsmodeller og arbejder for at dele inspiration til automationsløsninger i industrien.
DAU har mere end 150 medlemmer i form af danske virksomheder. Foreningens medlemmer udgør forskellige slags interessenter inden for automation - herunder produktionsvirksomheder, leverandører, maskinbyggere, systemintegratorer og rådgivere. DAU er selvstændig i forhold til Dansk Industri, men foreningens sekretariat trækker på Dansk Industris ekspertise og forretningsnetværk.